# Coenonympha corinna
Coenonympha corinna är en fjärilsart som beskrevs av Jacob Hübner 1803. Coenonympha corinna ingår i släktet Coenonympha och familjen praktfjärilar. IUCN kategoriserar arten globalt som livskraftig. Inga underarter finns listade i Catalogue of Life.